# Заселе
Засе́ле (болг. Заселе) — село в Софійській області Болгарії. Входить до складу общини Своге.

## Населення
За даними перепису населення 2011 року у селі проживали 118 осіб, з них 117 осіб (99,2%) — болгари.
Розподіл населення за віком у 2011 році:
Динаміка населення: